# Delphyre klagesi
Delphyre klagesi är en fjärilsart som beskrevs av Rothschild 1912. Delphyre klagesi ingår i släktet Delphyre och familjen björnspinnare. Inga underarter finns listade i Catalogue of Life.